# Hippelates parviseta
Hippelates parviseta är en tvåvingeart som först beskrevs av Malloch 1934.  Hippelates parviseta ingår i släktet Hippelates och familjen fritflugor. Inga underarter finns listade i Catalogue of Life.